# جيفرسون لويس (لاعب كرة قدم)
جيفرسون لويس (بالإنجليزية: Jefferson Louis)‏ (22 فبراير 1979 في المملكة المتحدة - ) هو لاعب كرة قدم بريطاني في مركز الهجوم. شارك مع منتخب دومينيكا لكرة القدم. أما مع النوادي، فقد لعب مع أكسفورد يونايتد وإبسفليت يونايتد وروشدين ودايموندز وستيفيناغ بوروه وفوريست غرين ونادي بريستول روفيرز ونادي ريكسهام ونادي كرولي تاون ونادي ليويس ونادي مارغيت ونيوبورت كونتي وميدنهد يونايتد ‏ ونادي ييدينغ ‏ ونادي غاينسبورو ترينيتي وهايز وييدينغ يونايتد ‏ ولينكولن سيتي أف سي ونادي مانسفيلد تاون ونادي وكينغ وBrackley Town F.C. ‏ وهافانت أند ووترلوفيل وEastleigh F.C. ‏ ونادي وورثينغ وHendon F.C. ‏ وهيميل هيمبستيد تاون ونادي ويموث ولوستوفت تاون ‏ ونادي وايتهوك وRisborough Rangers F.C. ‏ وThame United F.C. ‏ ودارلينجتون إف سى ونادي ويلدستون لكرة القدم.

## وصلات خارجية
- جيفرسون لويس على موقع الاتحاد الدولي (مؤرشف)  (الإنجليزية)
- جيفرسون لويس على موقع قاعدة بيانات كرة القدم.إي يو (الإنجليزية)
- جيفرسون لويس على موقع ناشيونال فوتبول تيمز (الإنجليزية)
- جيفرسون لويس على موقع Soccerbase.com (لاعب) (الإنجليزية)
- جيفرسون لويس على موقع Soccerway.com (الإنجليزية)